# Елеонора де Богун (1366—1399)
Елеонора де Богун (англ. Eleanor de Bohun; бл. 1366 — 3 жовтня 1399) — старша дочка Гамфрі де Богуна і (разом зі своєю сестрою, Марією де Богун) спадкоємиця статків батька, дружина Томаса Вудстока, герцога Глостера.

## Життєпис
Старша з двох дочок Гамфрі де Богуна, 7-го графа Герефорда, та його дружини, Джоанни Фіцалан (бл. 1347 — 7 квітня 1419), дочки Річарда Фіцалана, 10-го графа Арундела, та Елеонори Ланкастерської .
Хамфрі де Богун помер 16 січня 1373 року, не залишивши синів. Таким чином, дві його неповнолітні дочки, шестирічна Елеонора і чотирирічна Марія, стали спадкоємицями статків, земель і титулів їхнього батька, що зробило дівчат найбагатшими нареченими в Англії. 1376 року з Елеонорою одружився Томас Вудсток, молодший син короля Едуарда III і Філіппи Геннегау. Після весілля пара оселилася в замку Плеші в Ессексі. Томас Вудсток також взяв опіку над молодшою сестрою дружини, Марією — він розраховував виховати дівчинку в суворій релігійній доктрині і змусити її піти в монастир, щоб її частка спадщини Богунів дісталася старшій сестрі та її чоловікові. Однак цим планам завадив старший брат Томаса, Джон Гонт, який викрав Марію і видав її заміж за свого сина, Генріха Болінгброка, майбутнього короля Англії під ім'ям Генріх IV. Таким чином, на англійському престолі закріпилися нащадки молодшої сестри Марії.
1397 року, в результаті внутрішньої боротьби за владу, Томаса Вудстока заарештовано і невдовзі вбито у в'язниці за наказом короля Річарда II. Елеонора після вбивства чоловіка пішла до монастиря. Їхній єдиний з Томасом син, Гамфрі, помер бездітним у юному віці, всі його раніше не конфісковані володіння остаточно перейшли до корони. Елеонора пережила сина лише на місяць.

## Шлюб та діти
Чоловік (від 1376): Томас Вудсток, герцог Глостер, (1355—1397); у шлюбі народилося п'ять дітей:
- Гамфрі (близько 1381 — 2 вересня 1399, похований в абатстві Валден, Ессекс), 2-й граф Бекінгем
- Анна (квітень 1383 — 16 жовтня 1438, похована в пріораті Ллантоні, Монмутшир); 1-й чоловік (близько 1390, шлюб не завершено) — Томас Стаффорд (1368 або раніше — 4 липня 1392), 3-й граф Стаффорд; 2-й чоловік (раніше, ніж 28 червня 1398) — Едмунд Стаффорд (2 березня 1378 — убитий 21 липня 1403, битва при Шрусбері[en]), її дівер, 5-й граф Стаффорд; 3-й чоловік (раніше, ніж 20 листопада 1405) — Вільям Бурш'є (помер 28 травня 1420, Труа, похований у пріораті Ллантоні, Монмутшир), констебль Лондонського Тауера від 26 листопада 1415, граф д'Е
- Джоан (1384 — 16 серпня 1400, похована в абатстві Валден, Ессекс); заручена приблизно 20 травня 1392 з Гілбертом Толботом, 5-м бароном Толботом (1383 — убитий 9 жовтня 1418, Руан)
- Ізабелла (12 березня 1386 — квітень 1402), черниця в монастирі Міноресс, Олдгейт, Лондон
- Філіпа (близько 1389 — до 3 жовтня 1399)